# 玛丽·克拉克·汤普森奖章
玛丽·克拉克·汤普森奖章（英語：Mary Clark Thompson Medal）, 是一项由美国国家科学院颁发的地质学和古生物学奖项，以美国慈善家玛丽·克拉克·汤普森（Mary Clark Thompson）的名字命名，1921年开始颁发。

## 得主
- 1921 查尔斯·都利特·沃尔科特
- 1925 约翰·马森·克拉克
- 1941 D·M·S·沃特森
- 1942 Edward Wilber Berry和亚瑟·史密斯·伍德沃德
- 1943 喬治·蓋洛德·辛普森
- 1954 阿爾弗雷德·羅默
- 1957 G·亚瑟·库珀
- 1986 J·威廉·肖普夫
- 2012 安德鲁·H·诺尔
- 2021 肖书海